# 브랜디 레드퍼드
브랜디 리 레드퍼드(Brandy Lee Ledford, 1969년 2월 4일 ~ )는 미국의 배우이다.

## 출연 작품
- 데몰리션 맨 - 파이버 오피 걸 역
- 더 러브 오브 허 라이프